# Pierogi

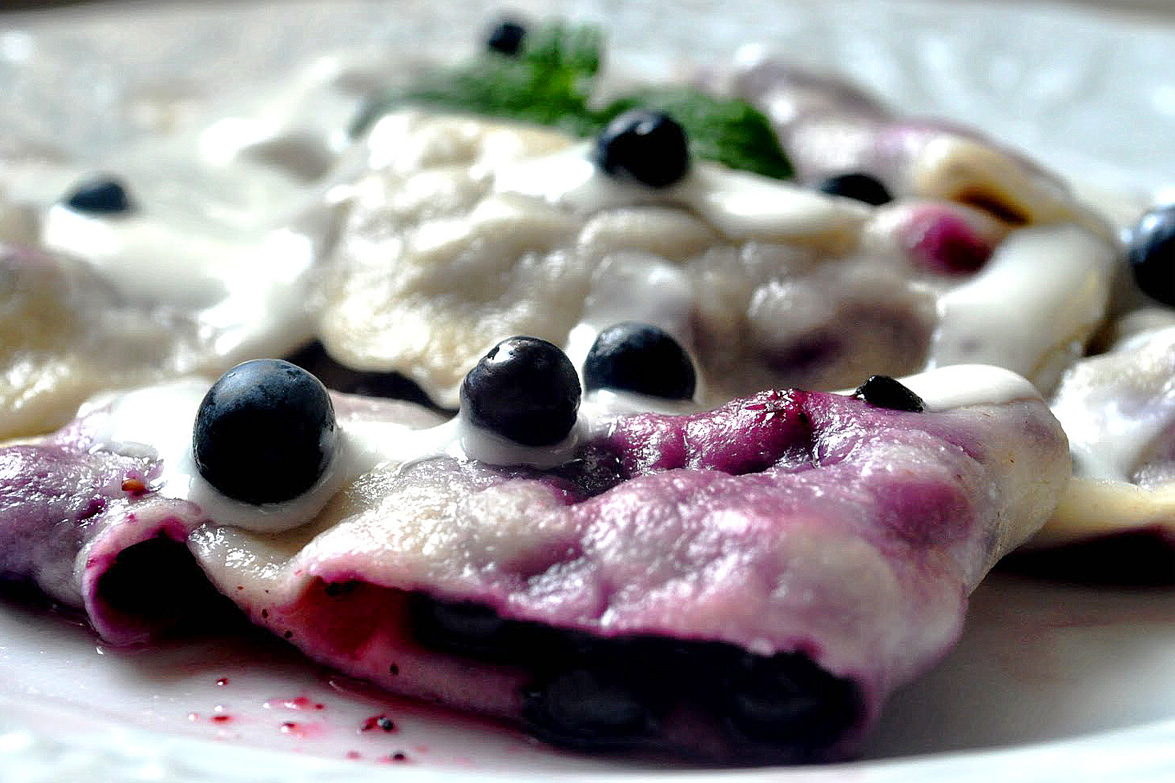
Gotowane pierogi z jagodami

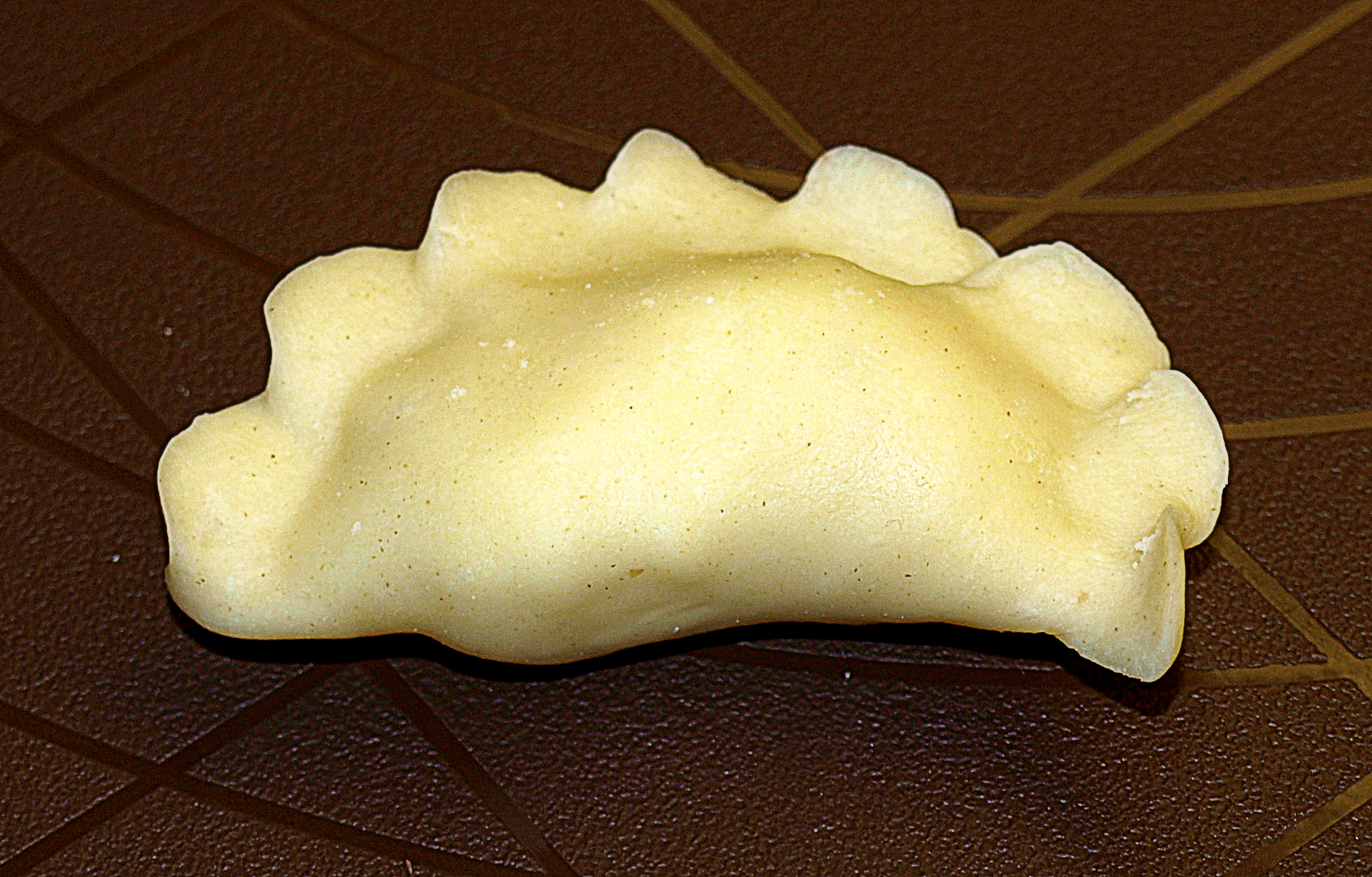
Pieróg z widoczną „falbanką” na zlepionych brzegach

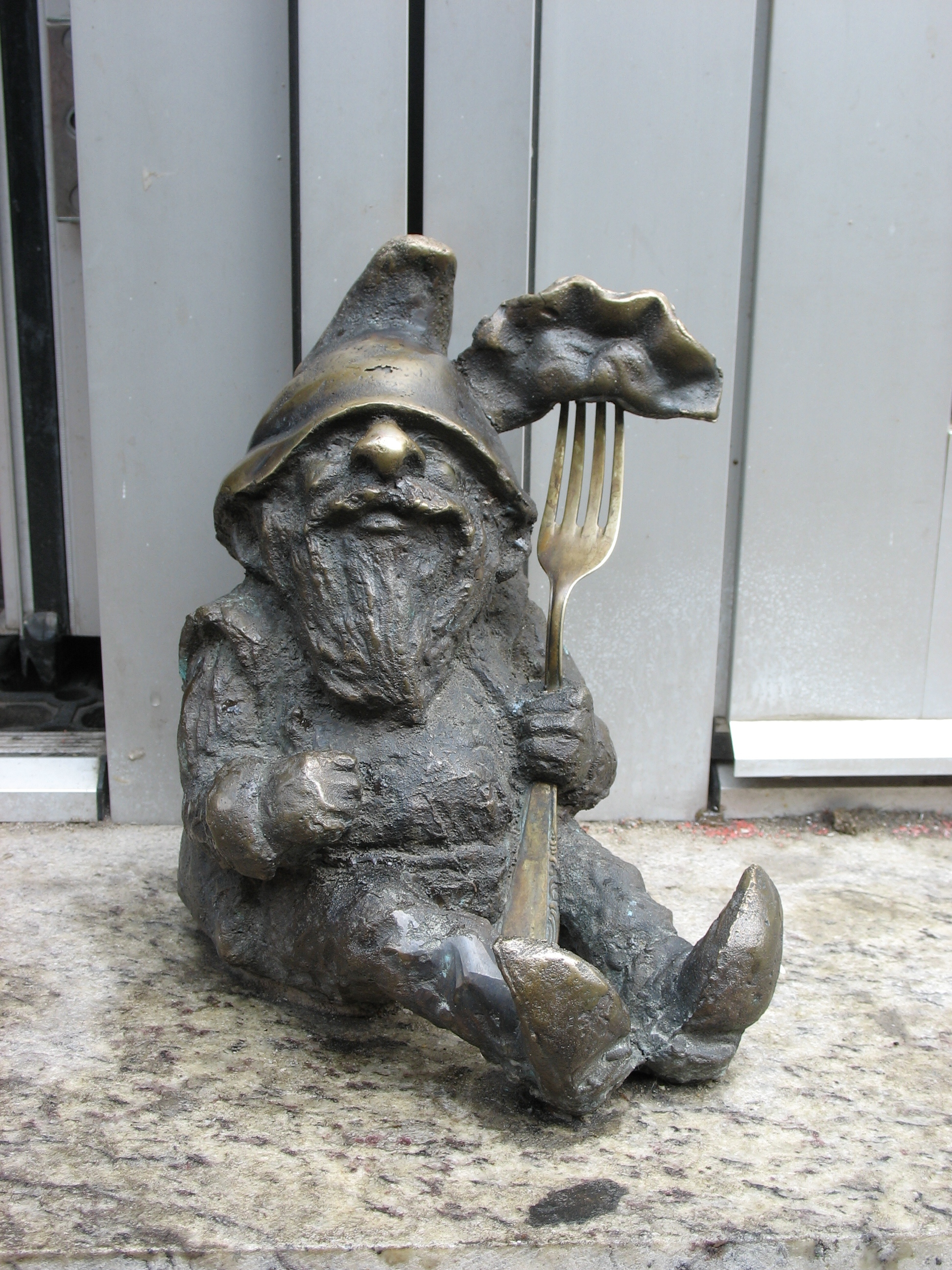
Pierożnik – jeden z wrocławskich krasnali

Pierogi – ogólnie: kawałki cienkiego, elastycznego i dobrze zlepiającego się ciasta napełnione najrozmaitszymi farszami i ugotowane w wodzie lub na parze, upieczone, usmażone czy grillowane; ciasto może zostać zrobione z dowolnego rodzaju mąki (pszennej, ryżowej, kukurydzianej, żytniej, gryczanej) z dodatkiem wody, jaj, drożdży i tłuszczu (masła, oleju, smalcu), śmietany oraz innych dodatków smakowo-zapachowo-barwiących; przy czym ciasto powinno być dostosowane do farszu; pierogi mogą mieć rozmaite kształty np. stożka, sakiewki, trójkąta, półkrążka; potrawa, którą można spotkać w wielu kuchniach na całym świecie, np. w kuchniach polskiej, włoskiej, rosyjskiej, ukraińskiej, meksykańskiej, indyjskiej czy żydowskiej; jest to kulinarny koncept pochodzący z Chin, który na ziemie polskie dotarł prawdopodobnie w XIII wieku.
W Polsce: potrawa mączna kuchni staropolskiej i polskiej, słone lub słodkie nadzienie zawinięte w kawałek najczęściej pszennego ciasta makaronowego, rzadziej drożdżowego. Ze względu na proces obróbki termicznej wyróżnia się trzy rodzaje pierogów: gotowane (najbardziej powszechne), pieczone i smażone. Pierogi mogą być różnej wielkości: od maleńkich uszek aż po olbrzymi pojedynczy pieróg, który kroi się w plastry przed podaniem. Pierogi z nadzieniem słonym podaje się na gorąco na obiad lub kolację. Pierogi nadziewane na słodko zaliczane są do legumin i podawane są też jako deser. Do powszechnie znanych należą pierogi ruskie, pierogi z farszem mięsnym i pierogi z kiszoną kapustą z grzybami. Pierogi występują też w licznych odmianach regionalnych. 

## W Polsce
Pierogi (l. mn. od pieróg, pierog) są uważane za pracochłonną potrawę mączną. Są to kawałki cienko rozwałkowanego ciasta makaronowego z farszem słonym lub słodkim, uformowane na kształt trójkąta lub półkola i ugotowane w wodzie (pierogi gotowane) lub rzadziej upieczone (pierogi pieczone) czy usmażone. Pieczone w piekarniku z pierogi ciasta drożdżowego nazywane bywają pierogami ruskimi.
Według Polaków i cudzoziemców pierogi są uznawane za tradycyjną potrawę staropolskiej i współczesnej kuchni polskiej, chociaż ich ojczyzną są Chiny. Maleńkie pierożki nazywa się w języku polskim uszkami.
Pierogi mogą być bardzo różnej wielkości: od maleńkich uszek i kołdunków mieszczących się w całości w ustach, poprzez małe i średnie o długości 5 do 10 cm, duże 15-centymetrowe ważące 150–200 gramów jeden (np. pierogi „Szlachcice”), aż po olbrzymi pojedynczy pieróg o masie ponad 1 kg (np. pieróg biłgorajski w wersji ze skórką). Ich cechą wspólną jest farsz otoczony płatem ciasta. Przepisy na pierogi pieczone (np. soczewiaki sejneńskie) czy pierogi smażone na głębokim oleju (np. pierogi wigierskie) są rzadziej spotykane niż przepisy na pierogi gotowane.
Lokal gastronomiczny, w którym sprzedawane są (głównie) różnego rodzaju pierogi nazywa się pierogarnią lub pierożarnią. W ofercie pierogarni, obok tradycyjnych pierogów gotowanych w wodzie („lepiochy z wody brane”), można także znaleźć pierogi pieczone w piecu („piecuchy”) i smażone czebureki kresowe. Pierogi są również serwowane w barach mlecznych.
W języku angielskim polskie pierogi bywają nazywane pierogies.

Różnorodność polskich pierogów ze względu na metodę ich przygotowania (wymiary, formowanie, obróbkę termiczną)
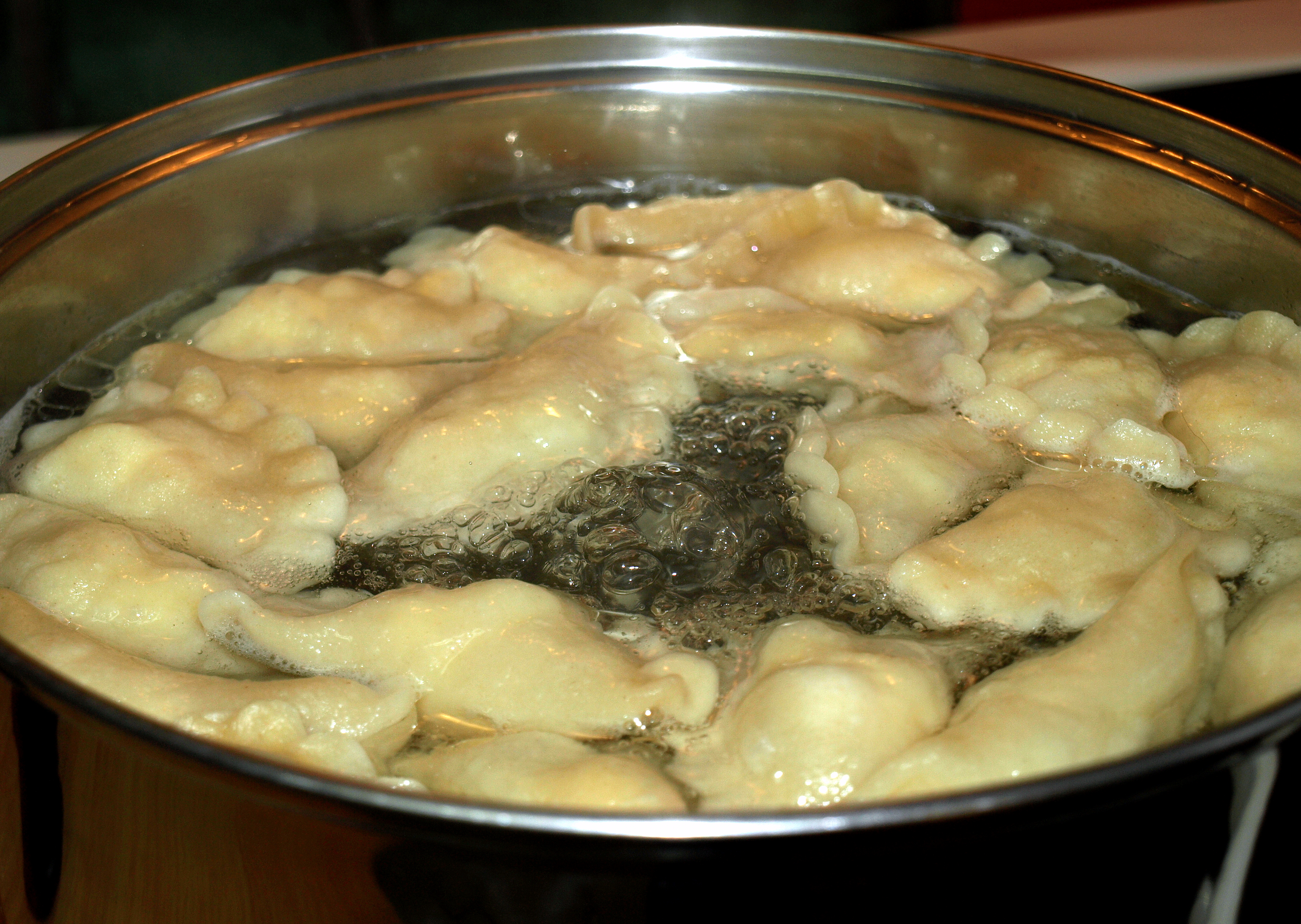
Pierogi gotujące się w wodzie
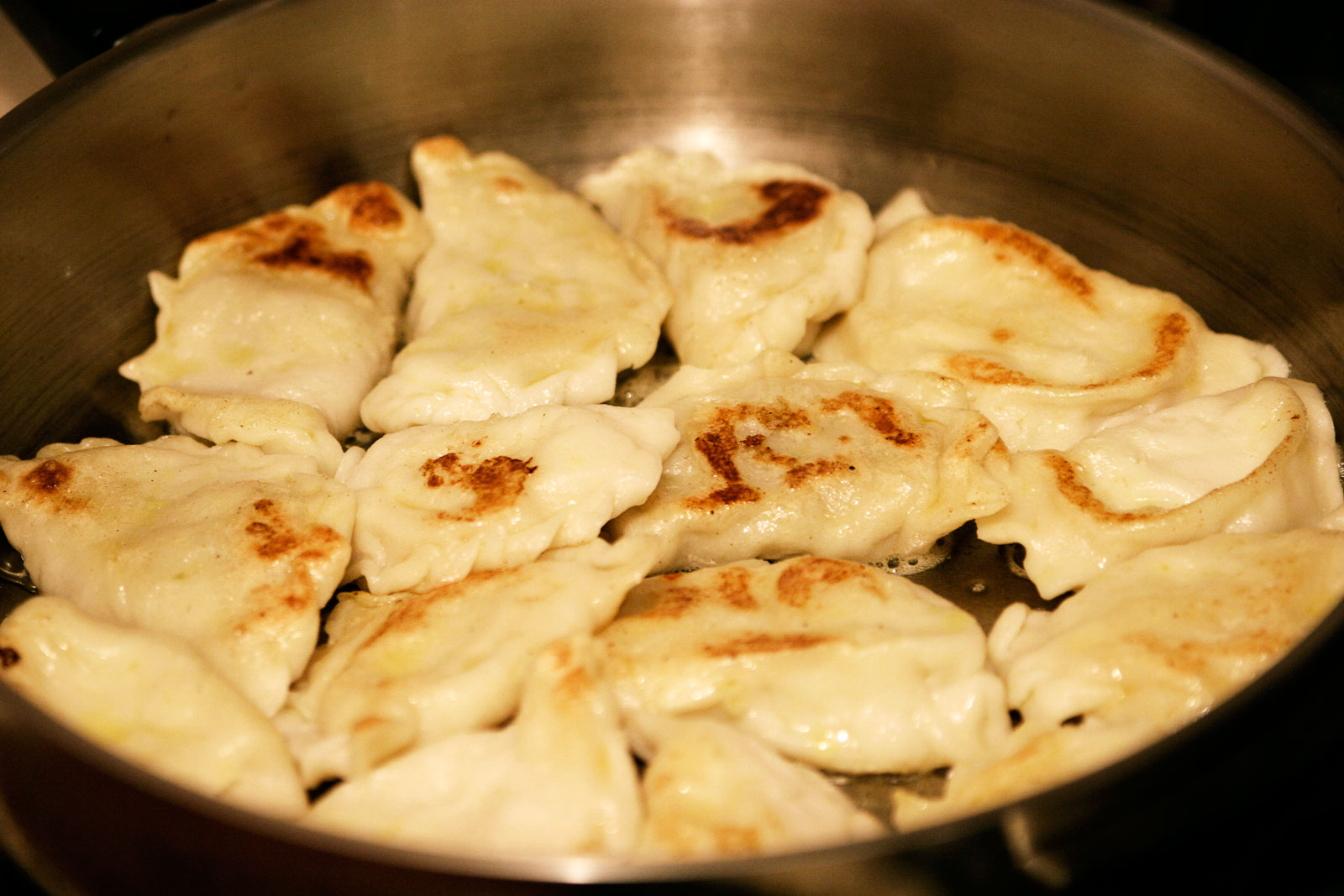
Odsmażane na patelni pierogi gotowane
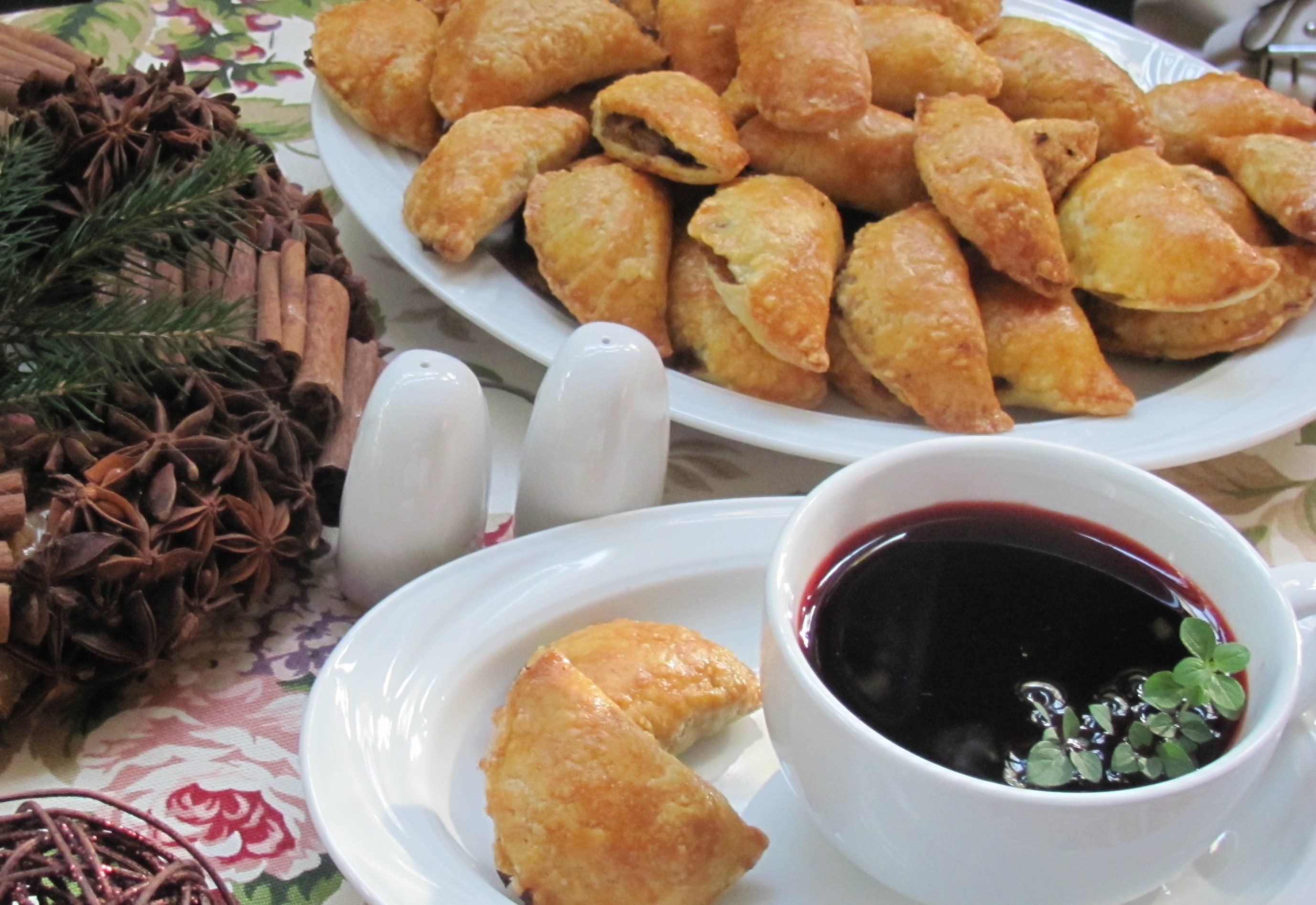
Pierogi pieczone (podane do czerwonego barszczu)
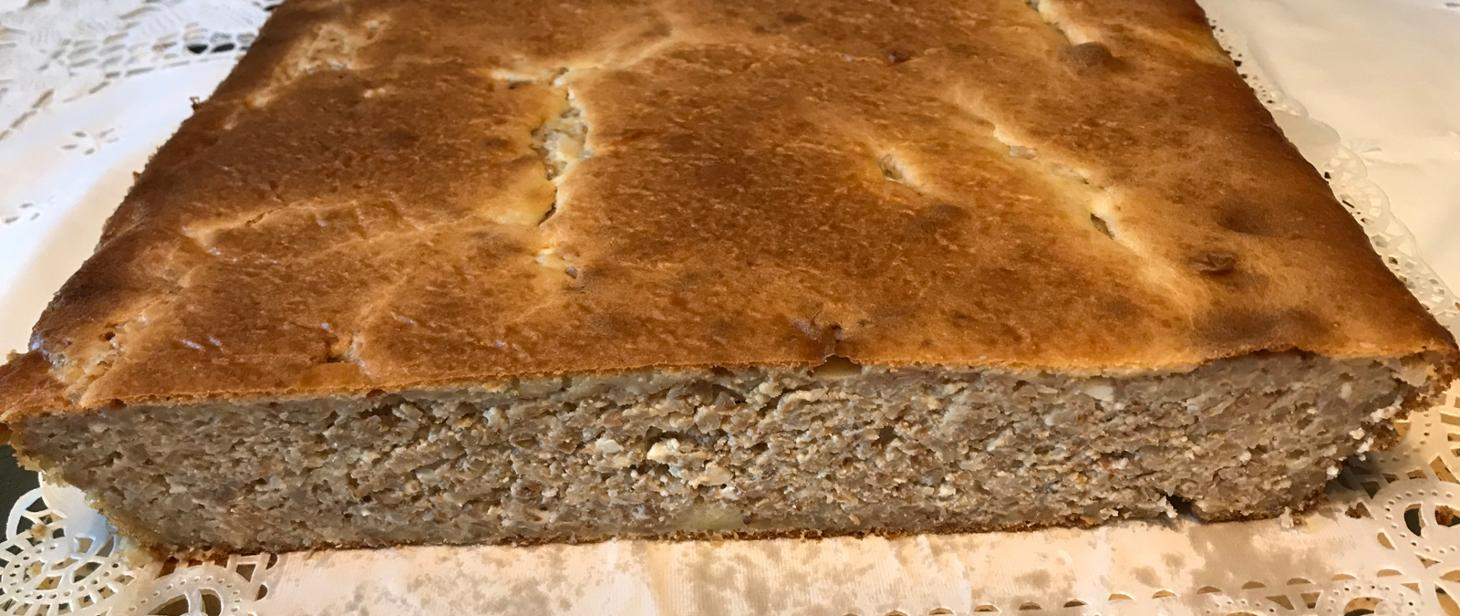
„Pieróg gryczany gałęzowski” z nadzieniem pokrytym warstwą ciasta naleśnikowego
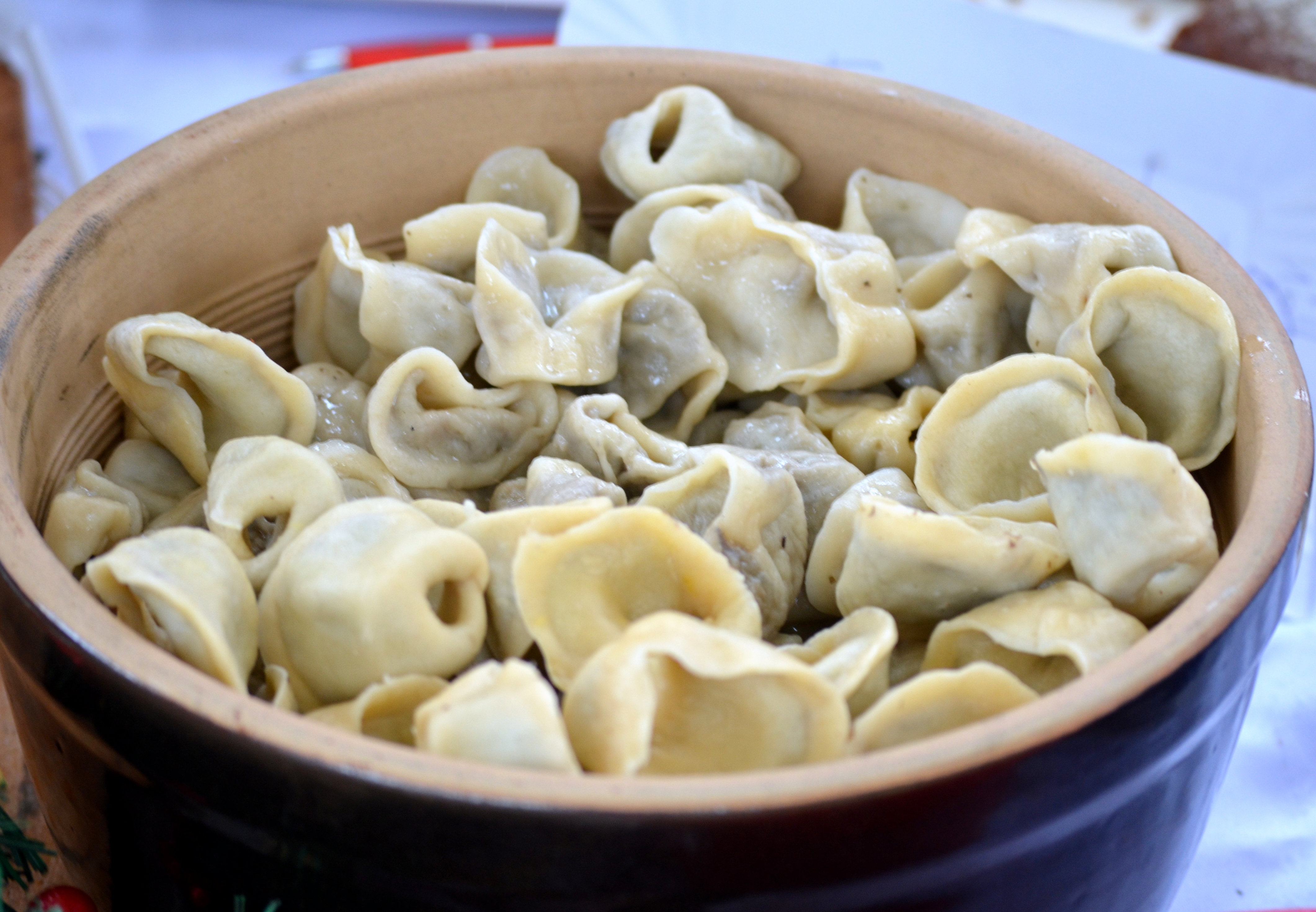
Ugotowane uszka – drobne pierogi w kształcie ucha

### Etymologia wyrazu
Początkowo pierogi nazywano w języku polskim pirogami (w liczbie pojedynczej był to ten piróg).
Słowo pierogi zadomowiło się w polszczyźnie w XVII wieku. W XIX wieku słowo pierogi miało już takie samo znaczenie jak obecnie i oznaczało potrawę z ciasta głównie pszennego, gotowanego albo pieczonego, wypełnionego różnymi rodzajami nadzienia.
Na początku XX wieku różne znaczenia wyrazu pieróg zostały zamieszczone w Słowniku ilustrowanym języka polskiego autorstwa Michała Arcta z 1916 roku:

Pieróg, Piróg, potrawa, składająca ś. z placka rozwałkowanego ciasta, owijającego gałkę farszu (mięsa, sera, grzybków siekanych, kapusty i t. p.); p-i zawijane = których brzegi połączone są przez zawijanie; p-i leniwe — zrobione z ciasta, zagniecionego z serem, kraszone masłem; potrawa w kształcie podługowatego bochenka albo struch, z ciasta z farszem wewnątrz (mięsem, rybą, kapustą i t. p.); p. urzędniczy = trójkątny kapelusz stosowany.

Natomiast Aleksander Brückner w Słowniku etymologicznym języka polskiego z 1927 roku podał znaczenie oraz pochodzenie wyrazu pieróg:

Pieróg, piróg, pierożki (pieróg i o dawnym 'kapeluszu stosowanym'); jedyna u nas pozostałość z prasłowiańsk. pir, 'biesiada' (od pi-, p. pić; przyrostek -r, jak w dar od dać); nazwa 'ciasta obrzędowego', podobnie jak kołacz lub korowaj; przyrostek -og, jak w twaróg; rus. pirog, 'pasztet'.

Według Andrzeja Bańkowskiego słowo pirogi (pierogi) i jemu podobne w innych językach bałtosłowiańskich (łot. pirags, lit. pyragas czy pierwotnie w języku polskim piróg) jest zapożyczeniem z dialektów uralskich (por. est. piirag). Druga hipoteza wskazuje na prasłowiańskie słowo pir – święto, uroczystość lub na słowo piera – rodzaj nadziewanego ciasta. Według jeszcze innej hipotezy do cząstki pier- dodano przyrostek -óg (jak w wyrazie twaróg) i zrodziło się słowo pieróg.
Max Vasmer w etymologicznym słowniku języka rosyjskiego pisze:

род. п. -ога́, укр. пирíг, род. п. -ога́, блр. пiро́г, чеш., слвц. piroh, польск. pirog.
Образование с суф. -оgъ (ср. Вондрак, Vgl. Gr. 1, 629) – от pirъ (см. пир); ср. Мi. Vgl. Gr. 2, 283; И. Шмидт, KZ 23, 292. Другие предполагают праслав. *руrоgъ, связанное с др.-русск. пыро "полба" (см. пырей, пыро), откуда получено *pirogъ в результате преобразования по народн. этимологии в связи с пир (Соболевский, РФВ 66, 348; Преобр. II, 60).

W ten sposób, trzecia wersja pochodzenia tego słowa opiera się na prasłowiańskim *pyrogъ mającej powiązania ze starym rosyjskim пыро (pol. orkisz, ros. полба). Ono z kolei zostało powiązane przez etymologię ludową ze słowem "pir" - święto."

### Historia
Według legendy Jacek Odrowąż zachwycił się ich smakiem podczas bytności w Kijowie i dzięki niemu zagościły w Polsce. Miał on karmić pierogami polską biedotę.
Współcześnie pierogi są uważane przez Polaków, jak i cudzoziemców, za potrawę typowo polską, narodową, jednak przyjmuje się, że pomysł nadziewania kawałków ciasta makaronowego różnymi rodzajami farszu i ich gotowania, pieczenia lub smażenia pochodzi z Chin, skąd przez Ruś dotarł do Polski, a następnie rozpowszechnił się dalej na Zachód aż do Francji.
Podobno pierogi znano już w XIII wieku. Początkowo przygotowywano je wyłącznie na specjalne okazje i święta. Takie odświętne i specjalne pirogi różniły się między sobą smakiem i kształtem oraz posiadały własne nazwy, np.: kurniki – duże pierogi weselne z różnymi nadzieniami, zawsze z dodatkiem mięsa kurzego; knysze – pierogi żałobne, podawane na stypie; koladki – pieczone w styczniu, w okresie kolędowania; hreczuszki – przyrządzane z mąki gryczanej; sanieżki i socznie – słodkie pierożki pieczone najczęściej z okazji imienin.
W XVII wieku pierogi (gotowane, pieczone, jak i smażone) były już dobrze znane w kuchni staropolskiej. Świadczą o tym liczne przepisy na pierogi zamieszczone przez Stanisława Czernieckiego w najstarszej polskiej książce kucharskiej pt. Compendium ferculorum z 1682 roku. Znalazł się tam przepis na gotowane pierożki z farszem zawierającym nerkę cielęcą, łój i „zieloność”, obficie doprawionym solą pieprzem i gałką muszkatołową. Czerniecki podał przede wszystkim wiele przepisów na pierogi na słodko, czyli z jakimkolwiek „konfektem” (konfitury, owoce w cukrze) zawiniętym w ciasto uformowane na kształt pierożka, np. przepis na pieczone pierożki z ciasta francuskiego czy przepis na pieczone lub smażone pierożki z ciasta drożdżowego z nadzieniem różanym i z owoców bzu.
Także w XVIII wieku pierogi były jedną z ulubionych i charakterystycznych dla kuchni polskiej potraw, obok barszczu, rosołu, sztuki mięsa, bigosu, kiełbasy z kapustą i rozmaitych kasz.
W Słowniku kuchennym i spiżarnianym zamieszczonym na końcu tłumaczenia francuskiej książki kucharskiej pt. Kucharz doskonały (1783) tłumacz Wojciech Wielądko podał ówczesną definicję pierogów:

Pirogi, rozmaitym sposobem robią się, z sera słodkiego pirogi leniwe, inne w cieście zawijane, alboli też w piecu pieczone, lub z mięsa wieprzowego, wołowego tłustego siekanego, dobrze zaprawne.

O pierogach gotowanych i pieczonych w piecu („pirogi ruskie”) z serem, kapustą, cebulą, czernicami albo makiem, oraz pierogach knyszach, jako o potrawie prostego ludu polskiego, wspominał polski etnograf Łukasz Gołębiowski, opisując m.in. kuchnie, stoły, uczty i biesiady w 1830 roku.
Tymi słowami opisano pierogi w encyklopedii powszechnej z 1865 roku, wydanej przez Samuela Orgelbranda (pisownia oryginalna):

Pierog, Pirog, lud nasz każde ciasto na drożdżach pieczone nazywa w ogóle pierogiem. W kuchni staropolskiej, dzielono go na kilka gatunków. Były z ciasta wałkowanego, w które zawijano ser, lub mięso siekane gotowane: pomiędzy ostatniemi słynęły kołduny tatarskie, w których surowe ciasto zawijano surową siekaną baraninę, z kawałkiem sadła, i tak umiejętnie są gotowane, że mięso wewnątrz się należycie ugotuje, a ciasto nietknięte wewnątrz, nadzienie, sos mięsny, i rozpuszczone sadło, utrzymuje. (…) Wielkiego rozgłosu używały Pierogi ruskie, gdzie ciasto na drożdżach, podłużnego kształtu na ćwierć blisko łokcia, ma wewnątrz powidła lub z sera nadzienie, jak i Pierogi litewskie, w miejsce sera i powideł nadziane, kwaśną kapustą. Pierogi w tych wszystkich gatunkach należą do dzisiejszej kuchni polskiej.

W kuchni staropolskiej bardzo lubiane były pierogi z farszem ze słodkiej lub kwaśnej kapusty. Lucyna Ćwierczakiewiczowa w książce 365 Obiadów z 1871 roku podała przepis na gotowane pierogi ze świeżą kapustą i suszonymi grzybami oraz śledziem zawijane w ciasto z mąki i jaja, obok przepisów na małe podłużne pierogi w stylu rosyjskim („pierogi ruskie”) z ciasta drożdżowego lub francuskiego z kapustą słodką i kwaśną, które należało upiec w piecu, czy na pierogi z ryżem i jajami na twardo lub kaszą gryczaną serwowane do kapuśniaku lub barszczu.
W Kucharce Litewskiej z 1881 roku znalazł się rozdział poświęcony pierogom w stylu rosyjskim pieczonym w piecu („pierogi ruskie”). Autorka Wincenta Zawadzka wymieniła różne farsze (np. ze słodkiej kapusty, ze słodkiej kapusty z jajami na twardo, z kwaśnej kapusty z rybą, z mięsa z podsmażaną cebulką, z cielęcej wątróbki, z kury z ryżem, grzybowy z ugotowanych suszonych borowików, ze szczupaka), którymi należało nadziać ciasto (listkowe, maślane kruche lub drożdżowe jak na bułki) rozwałkowane na grubość palca, tzn. na warstwie ciasta ułożyć warstwę farszu i zakryć ciastem, zlepić brzegi uprzednio posmarowane rozbitym jajem, posmarować tymże jajem po wierzchu i upiec w nagrzanym piecu, albo robić małe podłużne pierożki wielkości dla jednej osoby zamiast dużego pieroga. Za najwyborniejsze uważała małe pierożki z grzybami lub kapustą.
Cztery przepisy na pierogi gotowane z grzybami, mięsem, serem lub powidłami odnotowano w dawnych książkach kucharskich z regionów Kujaw oraz Pomorza z początku XX wieku.
Pierogi jako potrawa zdobyły ogromną i trwałą popularność w kuchni polskiej, zarówno wiejskiej, jak i miejskiej. W kuchni ludowej pierogi były nadziewane jarzynami (kapustą, marchwią, tartymi burakami), grzybami, soczewicą, siemieniem, fasolą, grochem, twarogiem, kaszą (gryczaną, jaglaną) i ziemniakami. Pierogi wytwarzane są chętnie również współcześnie. Nadal pierogi są główną potrawą podawaną podczas regionalnych festynów i konkursów kulinarnych.

### Pierogi gotowane
Pierogi gotowane są robione i spożywane w całej niemal Polsce, nie należą jednak do potraw tradycyjnych Śląska i Kaszub. W Wielkopolsce, na Pomorzu i na Podlasiu pierogi gotowane pojawiły się w menu dopiero w okresie międzywojennym.
Odpowiednikiem polskich pierogów gotowanych w kuchniach rosyjskiej i ukraińskiej są wareniki.

#### Ciasto
Podstawowymi składnikami ciasta na pierogi są:
- mąka (przede wszystkim pszenna[7]),
- woda,
- jajko (1 lub 2 na kilogram mąki).

Ciasto na pierogi można sporządzić również bez dodatku jajek, tylko z mąki z dodatkiem letniej wody i soli. Pierogowe ciasto musi być bardzo dobrze wyrobione i elastyczne, aby po ugotowaniu uzyskać miękkie pierogi. Z ciasta pierogowego robi się także uszka i kołduny.

#### Nadzienie
Pierogi gotowane mogą być przygotowane z nadzieniem słonym lub słodkim. Typowe składniki na nadzienia słone: mięso, podroby, grzyby, kapusta kwaszona lub słodka, ziemniaki, ser, kasza. Pierogi na słodko nadziewa się zazwyczaj owocami (sezonowymi, takimi jak czarne jagody, wiśnie, truskawki, jabłka, czereśnie), słodkim twarogiem a nawet marmoladą. Na całym obszarze spożywania pierogów w Polsce spożywa się pierogi z mięsem, z owocami i z serem na słodko. Pierogi z kapustą kiszoną i grzybami to typowa potrawa wigilijna. Pierogi ruskie (z twarogiem i ziemniakami) to potrawa typowa dla Lubelszczyzny i Kresów Wschodnich. Lokalnie na Lubelszczyźnie popularne są pierogi, których główny skład stanowią kasza, ser oraz mięta, tzw. mucybuły. W kuchni lasowiackiej popularne były m.in. pierogi z bobem. 
W wydanej w drugiej połowie XX wieku „Kuchni polskiej” pod redakcją Stanisława Bergera zostały wymienione przepisy na następujące pierogi gotowane:
- pierogi ruskie,
- pierogi z grzybami,
- pierogi z kapustą kwaszoną,
- pierogi z kapustą świeżą,
- pierogi z kapustą świeżą i grzybami,
- pierogi z kapustą świeżą i serem,
- pierogi z mięsem i kapustą,
- pierogi z mąki gryczanej z serem,
- pierogi z mięsem lub podrobami,
- pierogi z owocami (truskawkami, wiśniami, czereśniami, jeżynami, borówkami, czernicami),
- pierogi z powidłami,
- pierogi z serem (twarogiem) na słodko lub słono.

Najczęściej nadzienie sporządzane jest z produktów ugotowanych i zmielonych lub oczyszczonych i ewentualnie pokrojonych na kawałki surowych owoców. Konsystencja nadzienia nie powinna być zbyt rzadka lub twarda. Porcje nadzienia formuje się w kulki lub nakłada się na kawałki ciasta łyżeczką. Pierogi z owocami robi się zwykle większe niż inne.

#### Wyrób
Wyróżnia się następujące etapy podczas wyrabiania pierogów:
- przygotowanie nadzienia,
- przygotowanie ciasta pierogowego,
- wałkowanie i wykrawanie ciasta,
- formowanie i nakładanie nadzienia na kawałki ciasta,
- zlepianie pierogów.

Pierogi mogą być wyrabiane ręcznie lub automatycznie za pomocą maszyn na skalę przemysłową. Wyrobione ciasto rozwałkowuje się na grubość około 2 milimetrów. Rozwałkowane ciasto kroi się na kwadraty lub za pomocą formy wykrawa się krążki.
Na środek każdego kwadratu lub krążka nakłada się porcję nadzienia. Do formowania pierogów (wycinania i zlepiania) można użyć specjalnych foremek. Ręczne lepienie polega na wzięciu kawałka ciasta z nadzieniem do lewej ręki, lekkim naciśnięciu palcem wskazującym prawej ręki przy jednoczesnym zgięciu kawałka ciasta na połowę, dociśnięciu ciasta do nadzienia, aby usunąć powietrze, połączeniu brzegów ciasta ze sobą i dokładnym zlepieniu ich. Niedokładne zlepienie brzegów czy rozsmarowanie nadzienia między brzegami ciasta powoduje ich rozlepianie podczas gotowania i wypływanie nadzienia, zaś zamknięcie powietrza w pierogu sprawia, że pęcznieje on podczas gotowania, co obniża jego jakość, lub pęka. Gotowe surowe pierogi układa się rzędami na posypanych mąką stolnicach lub tacach i nakrywa czystymi ściereczkami, aby nie obeschły.

#### Obróbka termiczna
Uformowane pierogi gotuje się w szerokich i głębokich rondlach we wrzącej wodzie na wolnym ogniu przez kilka minut. Po upewnieniu się, że pierogi są ugotowane, należy je wybrać łyżką cedzakową i przelać gorącą wodą na cedzaku.

#### Sposoby podania
Pierogi można spożywać świeżo ugotowane. Po ostudzeniu można je też podać na kolację lub dzień po sporządzeniu po dodatkowym podsmażeniu lub podgrzaniu w gorącej wodzie dla odświeżenia i doprowadzenia do właściwej temperatury.
Słodkie pierogi mogą być podane na deser lub jako danie podstawowe. Podaje się je polane masłem zrumienionym z bułką tartą, roztopionym masłem lub śmietaną i posypuje cukrem. 
Pierogi ze słonym nadzieniem podawane są standardowo jako drugie danie, polane tłuszczem (roztopionym masłem lub słoniną). Można je też serwować jako dodatek do zup czystych. Większość dobrze smakowo łączy się z surówkami i zasmażaną kapustą. Pierogi można popijać piwem, herbatą czy wytrawnym czerwonym winem.
Deserowa porcja pierogów waży 150 do 200 gramów. Porcja pierogów serwowanych jako drugie danie waży 250 do 300 gramów.

#### Uszka i kołduny
Z ciasta pierogowego robi się również uszka i kołduny.
Uszka są maleńkimi pierożkami, robionymi na kwadratach z ciasta o boku 2 do 3 cm, które składa się wokół porcji nadzienia po przekątnej, zlepia brzegi ciasta, po czym łączy ze sobą końce podstawy powstałego trójkąta. Ugotowane w osolonej wodzie uszka (np. z nadzieniem z suszonych grzybów) podaje się do klarownego czerwonego barszczu lub innych czystych zup, przy czym zalewa się je gorącą zupą tuż przed podaniem na stół. Porcja uszek na jeden talerz zupy powinna ważyć 50 gramów (8 do 10 sztuk).
Innymi małymi pierożkami są kołduny, które po osobnym ugotowaniu w osolonej wodzie podaje się z bulionem, czystym barszczem czerwonym lub polane masłem. Porcja nadzienia pojedynczego kołduna jest gałką wielkości orzecha laskowego. Kołduny litewskie są nadziewane surowym mięsem (baranina z udźca, wołowina bez kości i łój wołowy) doprawionym do smaku czosnkiem, cebulą, majerankiem, pieprzem i solą. Powinny być tak małe, aby można je było zjeść naraz. Nazywanie pierogów i pierożków kołdunami pochodzi z kuchni litewskiej.

### Pierogi pieczone
Typowe polskie pierogi pieczone (czyli pszenne pieczywo, różnej wielkości, często wypiekane na drożdżach, wewnątrz którego znajduje się rozmaite nadzienie) w wersji wytrawnej: z kaszą jaglaną (Lubelskie, Łowickie), gryczaną (Lubelskie), z soczewicą (wschodnia Polska), z soją, z grzybami, z kapustą (pogranicze podlasko-lubelskie). Pierogi pieczone z nadzieniem słodkim: z twarogiem lub twarogiem z makiem (Podlasie), z marchwią (okolice Włodawy), a nawet tartymi burakami (okolice Radomia).

## W innych państwach
Potrawy podobne do polskich pierogów występują w innych kuchniach narodowych. Od polskich różnią się ciastem, nadzieniem, kształtem, sposobem lepienia i podania, oraz nazwą. Przykłady zagranicznych potraw o charakterze pierogów zostały podane w tabeli:
| Kuchnia     | Pierogi                       | Charakterystyka | Zdjęcie |
| ----------- | ----------------------------- | --- | ------- |
| afrykańska  | fataya                        | Usmażone na głębokim tłuszczu pierogi z przyprawionym farszem wołowym lub rybnym |         |
| angielska   | pieróg kornwalijski           | Pieczony pieróg z wołowiną i warzywami |         |
| białoruska  | kołduny                       | Małe pierogi z wołowiną i łojem |         |
| brazylijska | coxinhas                      | Pierogi z nadzieniem z kurczaka o kształcie nogi drobiowej |         |
| chińska     | wonton                        | Pierożki podawane zazwyczaj w zupie |         |
| chińska     | jiaozi                        | Pierogi gotowane (w wodzie lub na parze), smażone lub pieczone, z nadzieniem zazwyczaj mięsnym |         |
| chińska     | guotie                        | Pierogi smażone np. z farszem ze świeżej siekanej kapusty i mielonej wieprzowiny z przyprawami (m.in. imbirem), pozostawia się je lekko niezlepione po bokach |         |
| czeska      | bramborové taštičky s povidly | Pierogi ziemniaczane z powidłami |         |
| fińska      | pierogi karelskie             | Pieczony otwarty pieróg z nadzieniem ryżowym bądź ziemniaczanym |         |
| hiszpańska  | empanada                      | Smażony pieróg nadziewany warzywami lub serem |         |
| grecka      | tiropitakia                   | Pierogi z ciasta francuskiego z nadzieniem serowo-jajecznym |         |
| gruzińska   | chinkali                      | Duże kołduny wypełnione zupą |         |
| indyjska    | samosy                        | Trójkątny pierożek smażony na głębokim oleju z ostrym nadzieniem |         |
| japońska    | gyōza                         | Pierożki z mięsa mielonego i warzyw |         |
| koreańska   | mandu                         | Wykonane różnymi technikami pierogi z mięsem, tofu, czosnkiem i imbirem |         |
| libańska    | sambousek                     | Niewielkie pierożki z farszem z mielonego mięsa jagnięcego lub wołowego, smażone na głębokim tłuszczu |         |
| litewska    | kołduny litewskie             | Maleńkie gotowane pierożki z nadzieniem z surowej baraniny, łoju i przypraw |         |
| meksykańska | empanada                      | Pieróg nadziewany mięsnym farszem z warzywami lub serem, smażony w oleju lub pieczony na blasze |         |
| niemiecka   | Maultaschen                   | Kwadratowe pierogi wypełnione nadzieniem z mięsa mielonego, wędzonego, szpinaku |         |
| rosyjska    | wareniki                      | Gotowane pierogi w kształcie półksiężyca lub półkolistym, nadziewane na słodko lub na ostro |         |
| rosyjska    | pielmieni                     | Małe pierożki z nadzieniem mięsnym, oblepiane na kształt półksiężyca o rożkach zlepionych ze sobą |         |
| tatarska    | kibiny                        | Pieróg z ciasta drożdżowego z farszem mięsnym, tradycyjnie z baraniny, |         |
| turecka     | manti                         | Pierogi smażone lub gotowane, faszerowane jagnięciną, wołowiną, ziemniakami lub dynią |         |
| tybetańska  | momo                          | Pierożki z białego ciasta z nadzieniem mięsnym: mięso jaka, bawołu wodnego, kozie, wieprzowe i drób |         |
| ukraińska   | wareniki                      | Gotowane pierogi w kształcie półksiężyca lub półkolistym, nadziewane na słodko lub na ostro, narodowa potrawa tej kuchni |         |
| uzbecka     | czudu                         | Pieczone pierożki w kształcie stożków, nadziewane dynią z przyprawami (kumin i chilli) |         |
| włoska      | ravioli                       | Gotowane małe kwadratowe pierożki z ciasta makaronowego z różnymi rodzajami nadzienia (mięso, ser, warzywa) np. ricotta ze szpinakiem |         |
| włoska      | tortellini                    | Gotowane małe pierożki z ciasta makaronowego w kształcie pierścienia, tradycyjnie nadziewane mieloną wieprzowiną lub cielęciną i podawane w mięsnym bulionie; identyczne pierożki, ale większe nazywają się tortelloni                                                  |         |
| włoska      | cappelletti                   | Gotowane małe pierożki z ciasta makaronowego w kształcie kapelusza z nadzieniem mięsnym, w wersji klasycznej duszoną wołowiną z parmezanem i przyprawami |         |
| włoska      | agnolotti                     | Piemoncka wersja ravioli, małe gotowane pierożki z ciasta makaronowego o prostym kształcie 3-centymetrowej paczuszki i lekko zagiętych bokach tworzących „kieszonki”, do których wnika sos; mogą być nadziewane rozmaitym farszem np. ziemniakami z parmezanem i truflą |         |
| włoska      | casoncelli                    | Gotowane pierożki z ciasta makaronowego o specyficznym kształcie otrzymywanym przez naciśnięcie na środku stojącego na półokrągłej stronie pierożka mezzelune oraz zagięcie boków; są charakterystyczne dla Bergamo; mogą być nadziewane rozmaitym farszem np. mięsnym  |         |
| żydowska    | kreplech                      | Pierogi z wątróbki wołowej |         |
| wietnamska  | bánh gối                      | Smażone pierogi zawierające farsz z mięsa, warzyw, makaronu ryżowego i jajka. Doprawione sosem sojowym. Tradycyjnie robi się je z drożdżowego ciasta z pszenicy oraz tapioki.                                                                                           |         |